# Мраморец
Мраморец (на македонска литературна норма: Мраморец) е село в община Дебърца на Северна Македония.

## География
Селото е в Горна Дебърца, част от котловината Дебърца между Илинската планина от изток и Славей планина от запад. Разположено е в Илинската планина.

## История
В XIX век Мраморец е българско село в нахия Дебърца на Охридската каза на Османската империя. В „Етнография на вилаетите Адрианопол, Монастир и Салоника“, издадена в Константинопол в 1878 година и отразяваща статистиката на населението от 1873 година Мраморец (Mramoretz) е посочено като село с 50 домакинства със 135 жители българи. Според Васил Кънчов в 90-те години Мраморец има 45 къщи. Според статистиката му („Македония. Етнография и статистика“) от 1900 година Мраморец е населявано от 500 жители, всички българи християни.
На Етнографската карта на Битолския вилает на Картографския институт в София от 1901 година Мраморец е чисто българско село в Охридската каза на Битолския санджак с 65 къщи.
В началото на XX век цялото население на селото е под върховенството на Българската екзархия. По данни на секретаря на екзархията Димитър Мишев („La Macédoine et sa Population Chrétienne“) в 1905 година в Мраморец има 536 българи екзархисти и функционира българско училище.
При избухването на Балканската война в 1912 година 23 души от Мраморец са доброволци в Македоно-одринското опълчение.
Според преброяването от 2002 година селото има 8 жители македонци.
| Националност | Всичко |
| македонци    | 8      |
| албанци      | 0      |
| турци        | 0      |
| роми         | 0      |
| власи        | 0      |
| сърби        | 0      |
| бошняци      | 0      |
| други        | 0      |

В селото има три църкви, посветени на Свети Никола – новата голяма гробищна от 1886 година, старата гробищна, разположена на два метра зад новата и изградената в 1982 година църквичка, разположена на 1 km западно от селото в местност със стари гробове, за която местните легенди казват, че е местоположението на старото село Белче.
- Старата гробищна църква „Свети Никола“
- Новата гробищна църква „Свети Никола“, 1886
- Църквата „Свети Никола“ в местността Белче, 1982

## Личности
Родени в Мраморец
- Андон Здравев Христев, български революционер от ВМОРО[9]
- Войдин Саве, арестуван през октомври 1903 година, обвинен в „даване на убежище на българските разбойници“, осъден на 5 години каторга, заточен в Диарбекир, амнистиран с общата амнистия от 12 април 1904 година[10]
- Гроздан Апостолов Иванов, български революционер от ВМОРО[11]
- Димко Савев, български революционер, четник на Стефан Алабаков в 1915 година[12]
- Йове Йован, арестуван през октомври 1903 година, обвинен в „даване на убежище на българските разбойници“, осъден на 5 години каторга, заточен в Диарбекир, амнистиран с общата амнистия от 12 април 1904 година[10]
- Максим Стрезов (? – 1930), български революционер, войвода на ВМРО
- Каранфил Траян, арестуван през септември 1903 година, обвинен в „даване на убежище на българските разбойници“, осъден на 5 години каторга, заточен в Диарбекир, амнистиран с общата амнистия от 12 април 1904 година[10]
- Мишко Дамян, арестуван през октомври 1903 година, обвинен в „даване на убежище на българските разбойници“, осъден на 5 години каторга, заточен в Диарбекир, амнистиран с общата амнистия от 12 април 1904 година[13]
- Силян Алексо, арестуван през октомври 1903 година, обвинен в „даване на убежище на българските разбойници“, осъден на 5 години каторга, заточен в Диарбекир, амнистиран с общата амнистия от 12 април 1904 година[10]
- Силян Петров Николев, български революционер от ВМОРО[14]
- Симян Алексов Илиов (1870 - ?), български революционер от ВМОРО
- Спасе Божинов, арестуван през октомври 1903 година, обвинен в „даване на убежище на българските разбойници“, осъден на 5 години каторга, заточен в Диарбекир, амнистиран с общата амнистия от 12 април 1904 година[13]
- Стоян Андреев, македоно-одрински опълченец, 21-годишен чета на Никола Герасимов, 1 рота на 2 скопска дружина[15]
- Тоде Илиевски (р. 1952), северномакедонски писател
- Стоян Христов Димов (1875 - ?), български революционер от ВМОРО, четник на Деян Димитров,Христо Узунов, Смиле Войданов, Методи Патчев, участвал в Издеглавската афера, Ърбиновската битка, Битката на Голяк и други[16]
- Христо Гаврилов Христев, български революционер от ВМОРО[9]